# Dorohoi
Dorohoi è una municipalità rumena di 30 661 abitanti, ubicato nel distretto di Botoșani, nella regione storica della Moldavia.

## Geografia fisica
È geograficamente situato nella parte nord-occidentale della pianura moldava, sulla riva destra del fiume Jijia, nel nord-est della Romania a contatto tra la regione delle alte colline Bourul-Ibănesti sulla sinistra della valle del Siret. A nord della città possiamo trovare la collina di Magura Ibănești, alta 385 metri, a ovest la collina di Gravel-Dersca di 472 metri, mentre a nord-ovest possiamo trovare la collina di Hapăi, anch'essa altra 472 metri.  La città si trova all'intersezione del parallelo 47° 58' N con il meridiano 26 ° 23' E. Questa latitudine fa sì che la città riceva meno calore di calore delle città situate a sud. Il clima è temperato come nelle regioni continentali. La temperatura più alta è stata registrata il 6 agosto 1905, 38 °C, mentre la più bassa, pari a −32,5 °C è stata registrata il 5 febbraio 1940.  I dintorni della città sono caratterizzati dalla presenza di steppa e foresta.

## Storia
Agli albori della sua storia, Dorohoi era un fiorente mercato di legname e di prodotti agricoli situato nelle regioni montuose nel nord della Moldavia. I mercanti provenienti dagli stati confinanti si radunavano per la sua grande fiera, che si teneva ogni anno, il 12 giugno. L'insediamento viene citato per la prima volta in alcuni documenti del 1408, nei quali si stabiliva un trattato tra il voivòda moldavo, Alexandru cel Bun, ed il re di Polonia e di Ungheria, Ladislao II Jagellone. Tutto ciò fa pensare che il ruolo di Dorohoi come centro commerciale fosse già emerso prima della fondazione dello stato moldavo.
Dorohoi fu città capoluogo dell'omonimo distretto, ma venne degradata a municipalità quando la Romania perse la Bucovina del nord, sottratta dall'Unione Sovietica.
Il 1º luglio 1940, l'esercito rumeno attuò un pogrom sui locali ebrei. Malgrado l'atmosfera antisemita di quei tempi condusse alle leggi antisemite e alla confisca delle proprietà degli ebrei, queste azioni militari non erano sostenute dal governo rumeno. Quando la cospirazione contro gli ebrei fu scoperta dal comando militare, alcune truppe furono inviate per porre fine all'abuso .

## Luoghi d'interesse
Appena usciti dal paese, in direzione Darabani, piccolo centro di confine con la Moldavia, si può scorgere un grazioso lago situato nella località Dragalina, da qui il nome dello stesso lago. Non è molto esteso ma è abbastanza grande da mantenere una buona quantità d'acqua per tutto l'anno. Lungo le sue rive vivono alcune famiglie, ed è presente una piantagione di pioppi, per la produzione industriale. Il lago è navigabile con piccole imbarcazioni, e, per chi ama la sfida è possibile anche fare il bagno, le acque sono pure, ma la pericolosità di questi laghi è conosciuta agli abitanti della regione.

## Economia
La cittadina è basata su di un'economia di commercio e produzione. Il mercato principale, serve da luogo di scambio a tutte le zone limitrofe, la maggior parte dei paesi si appoggia alla predetta piazza per lo scambio di materie prime e manufatti, dando così luogo ad un mercato permanente tutti i giorni della settimana, particolarmente concentrato nelle domeniche. Al riguardo dei siti produttivi, sono presenti alcuni impianti industriali di aziende dedite alla confezione di abbigliamento e del comparto calzaturiero, ormai tutte chiuse, per mancanza di personale qualificato.

## Cultura
In città si trova una chiesa costruita da Ștefan cel Mare (Stefano il Grande).

## Amministrazione

### Gemellaggi
- Cholet